# Feiertage in Indonesien
Die offiziellen Feiertage in Indonesien (Hari Raya) werden jedes Jahr von der indonesischen Regierung bekanntgegeben und umfassen sowohl nationale als auch religiöse Feiertage. Daneben gibt es noch mehrere halboffizielle und lokale Feiertage.
Neben den 13 Feiertagen gibt es vier offizielle Urlaubstage. Die religiösen Feiertage werden lokal je nach Religionsangehörigkeit der Bevölkerung unterschiedlich stark begangen.
| Datum                                                          | Bezeichnung                                                       | Beschreibung                                                                                                  |
| -------------------------------------------------------------- | ----------------------------------------------------------------- | --- |
| 1. Januar (Gregorianischer Kalender)                           | Tahun Baru Masehi (Neujahrstag)                                   | Neujahr |
| Neujahr (Balinesischer Kalender)                               | Nyepi (Tag der Stille)                                            | Der Tag der Stille ist ein balinesischer Feiertag begangen am Neujahrstag nach dem balinesischen Mondkalender |
| Neujahr (Chinesischer Kalender)                                | Tahun Baru Imlek (Chinesisches Neujahr)                           | Feiertag der chinesischen Minderheit, erster Tag des chinesischen Kalenders                                   |
| 12. Rabīʿ al-awwal (Islamischer Kalender)                      | Maulid Nabi Muhammad, Mouloud (Geburtstag des Propheten)          | |
| beweglich, Freitag vor Ostersonntag (Gregorianischer Kalender) | Wafat Isa Al-Masih (Jumat Agung) Karfreitag                       | |
| 1. Mai (Gregorianischer Kalender)                              | Hari Buruh Tag der Arbeit                                         | |
| 1. Juni (Gregorianischer Kalender)                             | Hari Lahir Pancasila Tag der Fünf-Prinzipien                      | |
| 8. Tag des 4. Monats nach Buddhistischem Kalender              | Waisak Geburtstag Buddhas                                         | |
| 39 Tage nach Ostersonntag (Gregorianischer Kalender)           | Kenaikan Isa Al-Masih Christi Himmelfahrt                         | |
| 27. Radschab (Islamischer Kalender)                            | Isra Mi'raj Nabi Muhammad Himmelfahrt Mohammeds                   | |
| 17. August (Gregorianischer Kalender)                          | Hari Proklamasi Kemerdekaan Republik Indonesia Unabhängigkeitstag | Tag der indonesischen Unabhängigkeitserklärung am 17. August 1945                                             |
| 1./2. Schawwal (Eid al-Fitr) (Islamischer Kalender)            | Idul Fitri (Lebaran) Fest des Fastenbrechens                      | Ende des Ramadan                                                                                              |
| 10. Dhū l-Hiddscha (Eid al-Adha) (Islamischer Kalender)        | Idul Adha Islamisches Opferfest                                   | |
| 1. Muharram (Islamischer Kalender)                             | Tahun Baru 1430 Hijriyah Islamisches Neujahr                      | |
| 25. Dezember (Gregorianischer Kalender)                        | Hari Natal 1. Weihnachtstag                                       | Weihnachten                                                                                                   |

## Feiertage 2025
| Datum (Gregorianischer Kalender) | Deutscher Name                         | Indonesischer Name                             |
| -------------------------------- | -------------------------------------- | ---------------------------------------------- |
| 1. Januar                        | Neujahrstag                            | Tahun Baru Masehi                              |
| 27. Januar                       | Mohammeds Himmelfahrt                  | Isra Mi'raj Nabi Muhammad                      |
| 29. Januar                       | Chinesisches Neujahr                   | Tahun Baru Imlek                               |
| 29. März                         | Tag der Stille (Balinesisches Neujahr) | Nyepi (Tahun Baru Saka)                        |
| 31. März/1. April                | Fest des Fastenbrechens                | Idul Fitri (Lebaran)                           |
| 18. April                        | Karfreitag                             | Wafat Yesus Kristus (Jumat Agung)              |
| 20. April                        | Ostern                                 | Hari Paskah                                    |
| 1. Mai                           | Tag der Arbeit                         | Hari Buruh Internasional                       |
| 12. Mai                          | Geburtstag Buddhas                     | Waisak                                         |
| 29. Mai                          | Christi Himmelfahrt                    | Kenaikan Yesus Kristus                         |
| 1. Juni                          | Tag der Fünf-Prinzipien                | Hari Lahir Pancasila                           |
| 6. Juni                          | Islamisches Opferfest                  | Idul Adha                                      |
| 27. Juni                         | Islamisches Neujahr                    | Tahun Baru 1447 Hijriyah                       |
| 17. August                       | Unabhängigkeitstag                     | Hari Proklamasi Kemerdekaan Republik Indonesia |
| 5. September                     | Geburtstag des Propheten               | Maulid Nabi Muhammad                           |
| 25. Dezember                     | 1. Weihnachtstag                       | Hari Natal                                     |

## Anmerkung
Die buddhistischen Feiertage und das chinesische Neujahrsfest richten sich nach dem chinesischen Lunisolarkalender und sind gegenüber dem gregorianischen Kalender veränderlich. Das balinesische Neujahrsfest richtet sich entsprechend nach dem balinesischen Mondkalender. Ebenso richten sich die islamischen Feiertage nach dem islamischen kürzeren reinen Mondkalender und verschieben sich von Jahr zu Jahr gegenüber dem gregorianischen Kalender.